# Shahriar Shafiq
Shahriar Shafiq (Cairo, 15 marzo 1945 – Parigi, 7 dicembre 1979) è stato un militare iraniano, ucciso su ordine dell'Ayatollah Khalkhali a Parigi.

## Biografia
Secondo figlio della principessa Ashraf Pahlavi, studiò alla Razi High School per poi frequentare la Britannia Royal Naval College in Regno Unito.
Ufficiale di alto rango della Marina Imperiale Iraniana, venne nominato comandante della flotta di cacciatorperdinieri della Marina nel 1975. Fuggì dall'Iran per rifugiarsi a Parigi una settimana dopo la vittoria della rivoluzione islamica.
Mentre lasciava la casa di sua madre all'una del pomeriggio di venerdì 7 dicembre 1979, Shafiq fu colpito e ucciso da due proiettili alla nuca e alla testa in via Villa Dupont a Parigi. L'Agence France-Presse riporta come, diverse ore dopo, una persona sconosciuta si assunse la responsabilità del terrore tramite una telefonata e disse: "Shafiq doveva essere rimosso. Era un nemico della nostra fede e del nostro popolo." Aggiunse anche "ha aiutato i sionisti internazionali e lo abbiamo ucciso". Concluse il suo discorso con "Viva Khomeini!".
L'Ayatollah Khalkhali rivendicò l'omicidio.
Sposato con Maryam Eqbal (figlia del primo ministro Manouchehr Eghbal), ebbe due figli: Nader e Dara.